# HD 143361 b
HD 143361 b es un planeta extrasolar que se encuentra a 194 años luz en la constelación de Norma, orbitando la estrella tipo G de la secuencia principal HD 143361. Este planeta tiene una masa mínima equivalente a 3 masas jovianas. Debido a que su inclinación es desconocida, su verdadera masa se desconoce. Este planeta orbita a una distancia de su estrella de 2 UA y tiene una excentricidad de 0,18.
Minniti descubrió este planeta el 29 de octubre de 2008 desde el observatorio de La Silla, en el desierto de Atacama (Chile, usando el método de la velocidad radial,